# Schönau im Mühlkreis
Schönau im Mühlkreis település Ausztriában, Felső-Ausztria tartományban, a Freistadti járásban, területe 38,5 km².

## Fekvése
Tengerszint feletti magassága 635 méter. Schönau im Mühlkreis Sankt Leonhard bei Freistadt, Kaltenberg, Unterweißenbach, Pierbach, Bad Zell és Gutau településekkel határos.

## Népesség
Lakosainak száma 1941 fő (2018. január 1.).